# Устнено-зъбна съгласна
Устнено-зъбните съгласни (също лабиодентални консонанти) са група съгласни звукове, чието учленение става посредством долната устна и горните зъби.
Международната фонетична азбука отрежда следните символи за основните устнено-зъбни съгласни:
- Звучна устнено-зъбна носова съгласна: ɱ (звук)
- Звучна устнено-зъбна едноударна съгласна: ⱱ (звук)
- Беззвучна устнено-зъбна проходна съгласна: f (звук)
- Звучна устнено-зъбна проходна съгласна: v (звук)
- Звучна устнено-зъбна приблизителна съгласна: ʋ (звук)